# Judo paralimpico
Il Judo paralimpico è un adattamento del judo per atleti con disabilità visive (ipovisione e cecità) che si pratica secondo le regole della International Judo Federation, seppur con opportune modifiche.

Pittogramma del Judo

Il Judo è l'unica arte marziale presente ai Giochi paralimpici. Questo sport è entrato nel programma paralimpico nel 1988 a Seul per gli uomini, nel 2004 ad Atene anche per le donne.
Lo sport è gestito dalla International Blind Sports Federation (IBSA), fondata nel 1981 a Parigi.

## Regole
&Questa disciplina è rivolta ad atleti ciechi delle classi B1, B2 e B3 riunite tutte insieme e divise soltanto dalle sette categorie di peso (le stesse del Judo olimpico).
Le regole dello sport sono solo leggermente diverse dalle competizioni di judo regolari. Agli atleti è permesso iniziare il combattimento con le prese (Kumi Kata). Se si perdono le prese l'arbitro ferma l'incontro e permette agli atleti di riprendere le Kumi Kata.

### Categorie di peso
| Uomini       | Uomini   | Uomini   | Uomini   | Uomini   | Uomini   | Uomini    | Uomini       |
| ------------ | -------- | -------- | -------- | -------- | -------- | --------- | ------------ |
| Fino a 55 kg | 55-60 kg | 60-66 kg | 66-73 kg | 73-81 kg | 81-90 kg | 90-100 kg | Oltre 100 kg |

| Donne        | Donne    | Donne    | Donne    | Donne    | Donne    | Donne       |
| ------------ | -------- | -------- | -------- | -------- | -------- | ----------- |
| Fino a 48 kg | 48-52 kg | 52-57 kg | 57-63 kg | 63-70 kg | 70-78 kg | Oltre 78 kg |